# Al-Hasan ibn ʿAlī
Al-Hasan ibn ʿAlī ibn Abī Tālib (arabisch الحسن بن علي بن أبي طالب, DMG al-Ḥasan ibnʿAlī ibn Abī Ṭālib; * 1. März 625; - 670) war der ältere Sohn von ʿAlī ibn Abī Tālib und Fatima bint Muhammad und wird von den Schiiten als zweiter Imam verehrt. Als Enkel des Propheten Mohammed gilt er außerdem als Mitglied der Ahl al-bait.

## Familie
Hasans Großeltern mütterlicherseits waren der islamische Prophet Mohammed und Chadidscha bint Chuwailid und seine Großeltern väterlicherseits waren Abu Talib und Fatima bint Asad.
Hasans Kinder:
- Qasim ibn Hasan
- Hasan ibn Hasan
- Zayd ibn Hasan
- Amr ibn Hasan
- Abdullah ibn Hasan
- Abdurrahman ibn Hasan
- Husain ibn Hasan
- Talha ibn Hasan
- Fatima bint Hasan
- Aslam ibn Hasan
- Salma bint Hasan
- Ruqayya bint Hasan
- Omar ibn Hasan
- Abubakr ibn Hasan

## Leben
Hasan wurde am 15. Tag des Monats Ramadan, drei Jahre nach der Hidschra des Propheten Muhammad, in Medina geboren. Seine Mutter brachte ihn am siebten Tage nach seiner Geburt zum Propheten Muhammad, der ihm den Namen Hasan gab und für ihn einen Widder in der ʿAqīqa-Zeremonie opferte. Überlieferungen zufolge war Hasan derjenige, der dem Propheten Muhammad in seiner Gestalt am ähnlichsten war. Hasan war zur Zeit des Propheten Muhammad unter anderen bei der Mubāhala dabei.
Als ʿAlī im Januar 661 durch den Charidschiten Ibn Muldscham ermordet wurde, wählten seine Anhänger Hasan, der zu jener Zeit die Familie der Aliden anführte, zum Kalifen. Hasan ließ den Mörder seines Vaters töten. Als einige Zeit später die Truppen Muʿāwiyas aus Syrien heranrückten, machte er in einer Ansprache seine Ablehnung bezüglich eines Friedensschlusses mit diesem deutlich. Innerhalb seines Lagers brachen daraufhin Tumulte aus, einige seiner Anhänger griffen ihn tätlich an, andere liefen in das Lager Muʿāwiyas über. Nach Verhandlungen im Ort Maskin bei Kufa dankte Hasan Ende Juli 661 ab und leistete Muʿāwiya den Treueid. Der Verzicht auf das Amt, den Muʿāwiya ihm durch größere Summen Geldes, die Überlassung der Tributeinkünfte einer persischen Provinz und die Anerkennung seines Rechtes auf die Thronnachfolge erleichtert hatte, wurde von einigen seiner Anhänger (insbesondere Hudschr ibn ʿAdī) heftig kritisiert. Zusammen mit seinem jüngeren Bruder Husain verließ Hasan den Irak und ließ sich in Medina nieder. Dort lebte er bis zu seinem Tod. Er wurde auf dem Baqīʿ al-Gharqad-Friedhof beigesetzt.
Seine Nachkommen, die Hasaniden, bildeten ab dem 10. Jahrhundert als Scherifen einen religiösen Erbadel innerhalb der islamischen Gesellschaften.

## Spätere Beurteilung
Hasans Friedensschluss (Sulh) mit Muʿāwiya, der in auffälliger Weise mit dem kämpferischen Einsatz seines Bruders Husain, der 680 in der Schlacht von Kerbela fiel, kontrastierte, hat in späterer Zeit immer wieder Anlass für Diskussionen gegeben. Nach der sunnitischen Geschichtsschreibung ließ sich Hasan auf diesen Vergleich ein, um eine Versöhnung der Muslime zu ermöglichen. In schiitischen Erklärungen wurde vor allem die Tatsache hervorgehoben, dass Hasans Situation aussichtslos war, weil in seinem Lager Verrat und Wankelmütigkeit um sich gegriffen hatten, während umgekehrt die Reihen des Gegners geschlossen waren. Um die Mitte des 20. Jahrhunderts kam bei einigen schiitischen Gelehrten der Wunsch auf, die Argumente, mit denen die unterschiedlichen Haltungen der beiden Brüder gegenüber den Umayyaden gerechtfertigt wurden, zu harmonisieren. Den ersten dieser Harmonisierungsversuche unternahm in den vierziger Jahren ʿAbd al-Husain Scharaf ad-Dīn (1873–1958) in seinem Aufsatz „Die Revolte Husains war ein Echo des Friedensschlusses Hasans“ (Ṯaurat al-Ḥusain ṣadan li-ṣulḥ al-Ḥasan). Darin trug er die Auffassung vor, Hasans Vergleich mit Muʿāwiya sei ein Opfer solchen Ausmaßes gewesen, dass es nicht geringer zu bewerten sei als der Märtyrertod Husains.